# Cassandra Patten
Cassandra "Cassie" Lily Patten (Cardinham, 1 januari 1987) is een Britse zwemster. Patten vertegenwoordigde haar vaderland op de Olympische Zomerspelen 2008 in Peking, China.

## Zwemcarrière
Bij haar internationale debuut, op de EK kortebaan 2003 in Dublin, Ierland, strandde Patten in de series van de 200 meter vlinderslag. Tijdens de WK kortebaan 2004 in Indianapolis, Verenigde Staten eindigde de Britse als vierde op de 400 meter vrije slag en als zesde op de 800 meter vrije slag. Op de EK kortebaan 2004 in het Oostenrijkse Wenen eindigde ze als vierde op de 800 meter vrije slag. Op de 400 meter vrije slag, de 200 meter vlinderslag en de 400 meter wisselslag werd Patten uitgeschakeld in de series.

### 2006-heden
Op de EK zwemmen 2006 in Boedapest, Hongarije maakte Patten haar debuut als openwaterzwemster, op de 10 kilometer bereikte ze de achtste plaats. In het zwembad werd ze uitgeschakeld in de series van de 800 meter vrije slag. Tijdens de WK zwemmen 2007 in Melbourne, Australië veroverde de Britse de zilveren medaille op de 10 kilometer. Op de EK kortebaan 2007 in Debrecen, Hongarije eindigde Patten als zevende op de 800 meter vrije slag en als achtste op de 200 meter vlinderslag, op de 400 meter vrije slag en de 400 meter wisselslag strandde ze in de series. Op de WK openwaterzwemmen 2008 in Sevilla, Spanje sleepte de Britse de zilveren medaille in de wacht, hierdoor kwalificeerde ze zich voor de olympische 10 kilometer. Tijdens de Olympische Zomerspelen van 2008 eindigde Patten als achtste op de 800 meter vrije slag, Op de 10 kilometer legde ze beslag op de bronzen medaille, achter de Russin Larisa Iltsjenko en haar landgenote Keri-Anne Payne.